# Maciste détective
Pour plus de détails, voir Fiche technique et Distribution.
Maciste détective (Maciste poliziotto) est un film muet italien réalisé par Roberto Roberti, sorti en 1918.

## Fiche technique
- Titre original : Maciste poliziotto
- Titre français : Maciste détective
- Réalisation : Roberto Roberti
- Photographie : Giovanni Tomatis (it)
- Scénographie :
- Société de production : Itala Film
- Pays d'origine :  Italie
- Langue : Italien
- Format : Noir et blanc — 35 mm — 1,33:1 — Son : Muet
- Genre : Comédie, Péplum
- Durée : 92 minutes (1 h 32)
- Dates de sortie :
  - Royaume d'Italie : mars 1918
  - France : 3 janvier 1919[1]
  - Suède : 25 mai 1920
  - Empire allemand : novembre 1922

## Distribution
- Bartolomeo Pagano : Maciste
- Italia Almirante Manzini : Ada Thompson
- Ruggero Capodaglio (it) : cav. Eusebio Cavicchioni
- Claudia Zambuto
- Vittorio Rossi Pianelli
- Arnaldo Arnaldi